# Centro Cultural e Desportivo Ases do Pedal
O Centro Cultural e Desportivo Ases do Pedal, ou simplesmente Ases do Pedal, é um clube de BTT fundado na cidade de Portalegre a 19 de Outubro de 1999.   
Foram fundadores Manuel Vilela, Júlio Ceia e António Cândido.
O clube possui secções de BTT (bicicleta todo terreno), passeios pedestres, Tiro de ar comprimido e carros de rolamentos.
Este foi o clube que organizou a 1ª maratona de BTT em Portugal, com a designação Maratona BTT 100 km PTG. A maratona passou a ser designada como PortalegreBTT, contou com a participação de 2900 atletas na edição de 2006. No ano seguinte, o número de participantes atingiu os 4754, sendo desde então o evento de BTT com maior número de participantes que alguma vez se realizou em Portugal. [carece de fontes?]